# 魯德卡 (傑米季夫卡區)
50°25′35″N 25°24′50″E / 50.42639°N 25.41389°E
魯德卡（烏克蘭語：Рудка），是烏克蘭西北部的村莊，隸屬里夫內州的杜布諾區。該村始建於1545年，面積13.6平方公里，海拔高度234米，2022年人口400，人口密度每平方公里35.7人。